# Сікониця
Сіко́ниця — річка в Україні, у межах Мостиського району Львівської області. Права притока Січні (басейн Вісли). 

## Опис
Довжина річки 16 км, площа басейну 50 км². Річище слабо звивисте. Заплава місцями заболочена, поросла лучною рослинністю. Споруджено декілька ставків, найбільший з яких — між селами Липники та Санники. 

## Розташування
Витоки розташовані на південний схід від села Мала Діброва. Річка тече спершу на північний схід, а біля села Вовчищович різко повертає на північний захід. Впадає у Січню біля південної околиці міста Мостиськ, яка носить назву Закостілля. 
Притоки: Чижівка (ліва).